# Delphacodes maikoensis
Delphacodes maikoensis är en insektsart som först beskrevs av Matsumura 1900.  Delphacodes maikoensis ingår i släktet Delphacodes och familjen sporrstritar. Inga underarter finns listade i Catalogue of Life.